# Méhes Lóránt Zuzu
Méhes Lóránt  (Szabadszállás, 1951. január 5. –) képzőművész, festőművész. A hetvenes évek elejétől a neoavantgarde képzőművészet és az alternatív kultúra fontos alakja. Művészneve Méhes Lóránt Zuzu.

## Életút
1951-ben Szabadszálláson született.
1966-tól 1971-ig a budapesti Képző- és Iparművészeti Szakközépiskolában, 1974-től 1979-ig a Magyar Képzőművészeti Főiskolán tanult.
1972-tól fest fotórealista festményeket.
1976-ban részt vett a Rózsa presszó akciókban.
1981-től Vető Jánossal közösen is készít műveket Zuzu-Vető néven.
1996-1997-ben az Accademia Hungarica római ösztöndíjasa volt.
Életművét gyűjteményes kiállításon 2007-ben az Ernst Múzeum mutatta be
2012-ben Munkácsy Mihály-díjat kapott.    

## Válogatott kiállítások
- 1976 • Rózsa akciók, Budapest, Rózsa presszó
- 1981 • Bam-Bam, csak egy kicsit halkabban (Sok műhó semmiért), Bercsényi Kollégium, Budapest • Új traktor-üzemiroda (Lehetetlen képek lehetetlen helyen), Bercsényi Kollégium, Budapest • Tibeti őszi tábor, Fiatal Művészek Klubja, Budapest
- 1982 • Pinceszobortárlat, Vajda Lajos Stúdió, Szentendre • Gyönyörű ez a mai nap, Rabinec Műterem, Budapest
- 1983 • Új zászlók, új szelek, Fiatal Művészek Klubja, Budapest
- 1984 • Tulipános szőnyeg, Lágymányosi Közösségi Ház, Budapest • Zászlók, Obo, Oboszutrák, Stúdió Galéria, Budapest • Grenzzeichen ’84, Landesgalerie im Schloss Esterházy, Eisenstadt • Gud and Grammatic, (alkotótárs: Szirtes János) Charlottenburg, Koppenhága • Plánum ’84, Almássy téri Szabadidő Központ, Budapest
- 1985 • XI. Prezentacja Malarzy Krajów Socjalistycznych, Szczecin • Contemporary Visual Art in Hungary, Glasgow • Drei Generationen ungarischer Künstler, Graz • Unkarin Maalaustaidetta 1945-85, Helsinki • Post-traditionelle Kunst, Mana Galerie, Bécs
- 1986 • Idézőjelben, Csók István Képtár, Székesfehérvár •  Aspekte ungarischer Maierei der Gegenwart, Leverkusen, Halle, Münster
- 1987 • Mágikus művek, Budapest Galéria, Lajos u., Budapest
- 1988 • Mesék Csillának, Liget Galéria, Budapest
- 1989 • Oltár a fekete kiállítóban, Fiatal Művészek Klubja, Budapest
- 1989 • Mai magyar művészet, Nemzeti Galéria, Prága és Művészetek Háza, Pozsony
- 1991 • Kortárs művészet. Válogatás a Ludwig Múzeum és a Magyar Nemzeti Galéria gyűjteményéből, Magyar Nemzeti Galéria, Budapest
- 1993 • Variációk a pop art-ra – Fejezetek a magyar képzőművészetből, Ernst Múzeum, Budapest és Hannover
- 1995 • Circle and Light, Magyar Kulturális Intézet, New Delhi
- 1991 • Az isteni szeretet oltára, Dorottya utcai kiállítóterem, Budapest
- 1993 • Méhes Lóránt kiállítása, Fészek Galéria, Budapest
- 1997 • Olaj/Vászon, Műcsarnok, Budapest és Nemzeti Galéria, Bukarest
- 1998 • Rózsa presszó, Ernst Múzeum, Budapest
- 2000 • Emlék-fény-kép, Vizivárosi Galéria, Budapest
- 2001• Krém I., MEO Kortárs Művészeti Gyűjtemény, Budapest
- 2002 • Kis képek (1982-2002), Blitz Galéria, Budapest
- 2003 • Krém II., MEO Kortárs Művészeti Gyűjtemény, Budapest
- 2004 • Frissen festve, Műcsarnok, Budapest
- 2006 • Zuzu-Vető kiállítás, Kis Terem, Budapest
- 2007 • Méhes Lóránt Zuzu retrospektív kiállítása, Ernst Múzeum, Budapest • Mari és Évike, Zuzu-Vető kiállítás, Memoart, Budapest
- 2008 • Méhes Lóránt Zuzu kiállítása, Memoart, Budapest
- 2009 • Méhes Lóránt Zuzu kiállítása, Mono Galéria, Budapest
- 2010 • Méhes Lóránt Zuzu kiállítása, Memoart, Budapest
- 2011 • G13 Galéria, Budapest
- 2013 • Feltámadunk – Új képek, Zuzu-Vető kiállítás, Neon Galéria, Budapest
- 2014 • Magyar Hippi, kArton Galéria, Budapest • Méhes Lóránt Zuzu retrospektív kiállítása, Kiskunfélegyháza, Művelődési Ház
- 2014-2015 • Konstelláció, Fekete Balázs, Gerber Pál, Méhes Lóránt kiállítása, Supermarket Gallery, Budapest
- 2015 • Fotók a hetvenes évekből, Méhes Lóránt kiállítása, Neon Galéria, Budapest • TÖBB FÉNY! Fénykörnyezetek, Új Budapest Galéria, Budapest
- 2016 • Új fotók (Füst, Kaleidoszkóp, Fények a falon), Méhes Lóránt kiállítása, Galeria Byart, Budapest • Méhes Lóránt kiállítása, Léna & Roselly Gallery, Budapest
- 2019 • Korszakkincsek, Duna Múzeum, Esztergom •The Freedom Of The Past, Magma Contemporary Art Space, Sepsiszentgyörgy • Publikus magánügyek, MűvészetMalom, Szentendre
- 2020 • Art Market, Budapest
- 2021 • Standby szabadtéri csoportos kiállítás, Kodály körönd, Károly-kert, Budapest • Szintézis 2021, Széphárom Közösségi Tér, Budapest • Méhes Lóránt Zuzu 70, K.A.S. Galéria, Budapest
- 2022 • Szintézis 2022, Széphárom Közösségi Tér, Budapest
- 2023 • Szemüvegeket felvenni, The Space Kortárs Galéria, Budapest

## Díjak
- 1987 • Derkovits ösztöndíj (Vető Jánossal közösen)
- 2012 • Munkácsy Mihály-díj

## Külső hivatkozások
- Méhes Lóránt képzőművész